# 首惠產業金融
首惠產業金融服務集團有限公司，簡稱首惠產業金融服務集團、首惠產業金融（港交所：0730），是首鋼集團与长江实业控股的企业（其名字由来也是两个公司的名称首钢和长江的首字）。現時主要業務是地產、金融租貸、動畫製作等，包括上市環球數碼創意控股有限公司。業務地區包括中國深圳等地區。前身為「開達投資有限公司」及「首長四方（集團）有限公司」。
現時董事會主席李少峰，董事總經理徐量。

## 历史
1991年由前開達集團分拆成立名為「開達投資有限公司」（Kader Investment Company Limited）。
国企首都钢铁联合长江实业与加拿大资本合组的怡东财务联合，首钢占51%，长实占21%，怡东占3%，收购了东荣钢铁75%的股权。　1993年4月，首钢、长实、怡东再次联手收购生产电子产品的香港上市公司三泰实业67.8%的股权，首钢占46%，长实占19%，怡东占2.7%。当年5月东荣钢铁从长实和怡东手中购回三泰实业的股份，东荣钢铁正式改名为首长国际，三泰实业则成为其子公司首长科技。
1993年5月，首长国际收购开达投资，业务重整后改名为首长四方。9月首长国际收购以黑色金属为主业的宝佳集团，改名为首长宝佳。5次收购形成首长系公司。其实际控制人为邓质方与周北方。
1996年周北方因贪腐问题被判刑，邓质方后因琼民源事件被调查，二人逐渐淡出首長四方。1997年亞洲金融風暴后，首長四方股价日渐走低，从红筹股跌至仙股，2001年10月的股价甚至只是徘徊在2角左右。2002年4月停牌重组，长江实业股权由5.2%增至16%。
2005年，首长四方入股控股中国人寿(海外)。后又曾参股爱建股份等公司。
2022年4月11日，「首長四方（集團）有限公司」（Shougang Concord Grand (Group) Limited）更名為「首惠產業金融服務集團有限公司」（Capital Industrial Financial Services Group Limited）。

## 公司架构
- 物业投资管理
- 金融服务

南方国际租赁有限公司
悦康汇融投资咨询（深圳）有限公司
- 文化娱乐内容供应及发行

环球数码创意控股有限公司

## 关联公司
- 首長科技集團有限公司
- 首長寶佳集團有限公司
- 首長國際企業有限公司
- 首鋼福山資源集團有限公司

## 外部連結
- 首長四方(集團)有限公司 （页面存档备份，存于）